# Amt Birgel
Das Amt Birgel war ein Amt im Kreis Düren in Nordrhein-Westfalen, Deutschland. Im Rahmen der nordrhein-westfälischen Gebietsreform wurde das Amt zum 1. Januar 1972 aufgelöst.

## Geschichte

### Gründung des Amtes
Am 1. Oktober 1799 wurde Christian Georg Engels „Agent de Commune“ von Birgel im Auftrag der französischen Republik, zu der Birgel seit dem 4. November 1797 gehörte. Seit 1800 führte Engels den Titel „Maire“ (dt. Bürgermeister).
Die Mairie (Bürgermeisterei), der von der französischen Besatzung geschaffene Verwaltungsbezirk, umfasste neben Birgel auch die Ortschaften Berzbuir-Kufferath, Gürzenich, Lendersdorf, Mozenborn und Rölsdorf. Sie wurde zunächst als „Mairie Lendersdorf“ bezeichnet, später als „Mairie Birgel“. Wann die Umbenennung erfolgte, ist nicht bekannt. Die Mairie Lendersdorf bzw. Mairie Birgel gehörte zum „Kanton Düren“, „Arrondissement d’Aix-la-Chapelle“ im „Département de la Roer“.
Aus der „Mairie Birgel“ wurde 1815, zu Beginn der preußischen Zeit, die „Bürgermeisterei Birgel“, ab 1927 als „Amt Birgel“ bezeichnet.

### Die weitere Geschichte bis zur Kommunalen Neugliederung

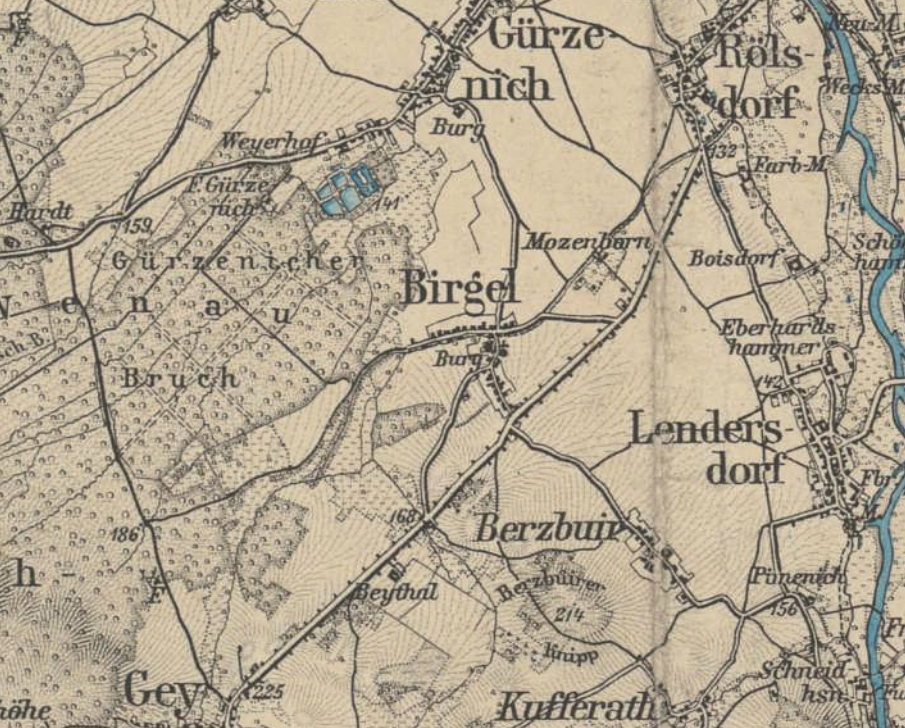
Topographische Karte von 1897

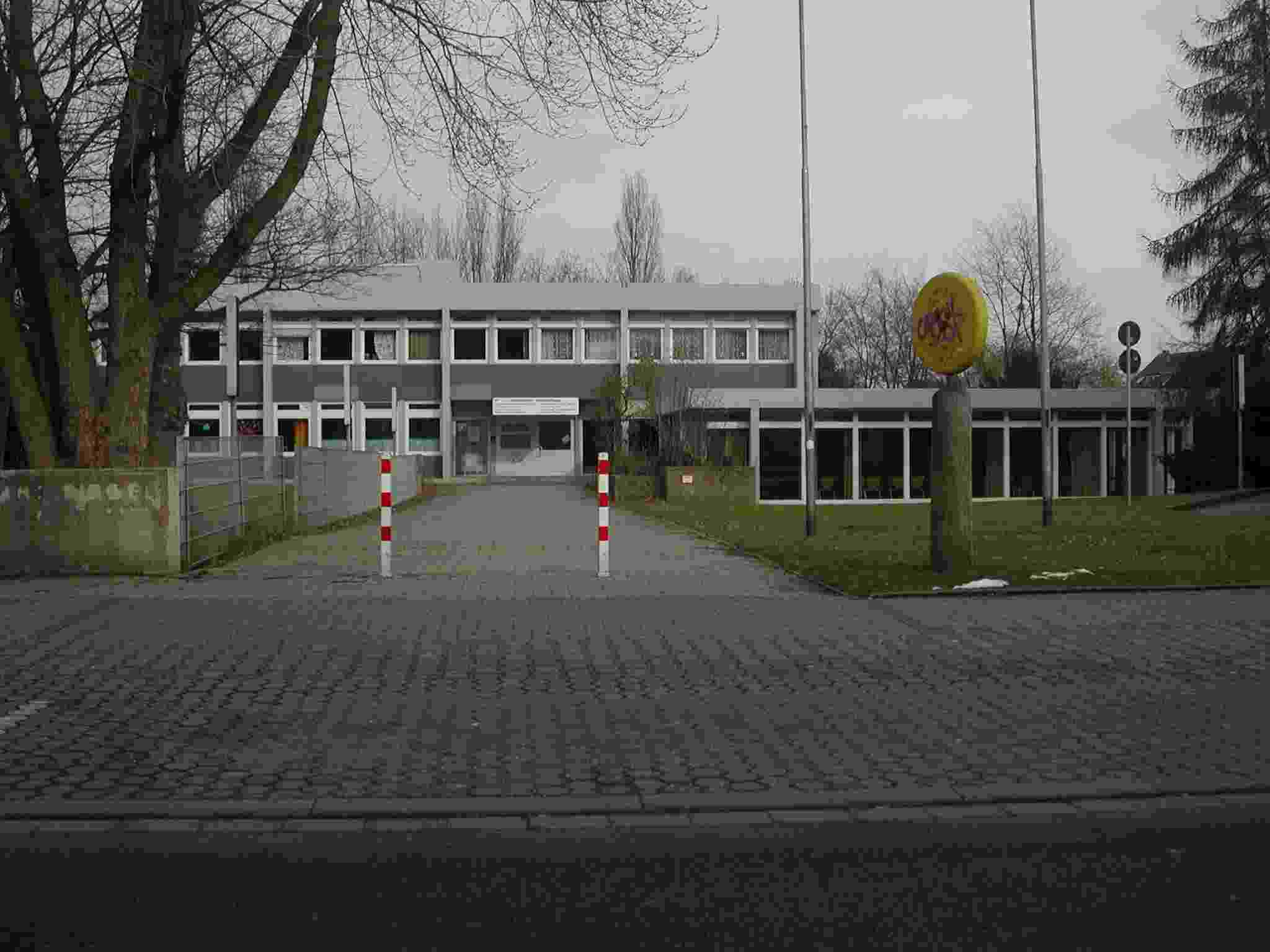
Das am 27. Januar 1968 eingeweihte Amtsgebäude des Amtes Birgel in Rölsdorf

Im Jahr 1882 erwarb die Bürgermeisterei Birgel in Rölsdorf ein Gebäude. Danach wurde die Amtsverwaltung von Gürzenich dorthin verlegt. Das Gebäude wurde 1968 durch einen Neubau in unmittelbarer Nachbarschaft ersetzt.
Bereits seit 1933 gab es in der Gemeinde Rölsdorf Bestrebungen, sich der Stadt Düren anzuschließen. Die Eingemeindung nach Düren erfolgte am 1. April 1937. Dabei wurden neben der Gemeinde Rölsdorf selbst auch Landflächen der Gemeinden Gürzenich und Lendersdorf-Krauthausen der Stadt Düren zugeschlagen. Das Amt Birgel verlor damit 425 Hektar Land, und die Einwohnerzahl verringerte sich um 2684 Einwohner. Die Amtsverwaltung des Amtes Birgel verblieb in Rölsdorf und lag damit ab diesem Zeitpunkt außerhalb des eigentlichen Amtsgebietes.

### Kommunale Neugliederung
Bereits am 1. Juli 1969 wurde die Gemeinde Berzbuir-Kufferath mit der Gemeinde Lendersdorf-Krauthausen zur neuen Gemeinde Lendersdorf vereinigt. Durch das Aachen-Gesetz wurde mit Wirkung vom 1. Januar 1972 das Amt Birgel mit den Gemeinden Birgel, Gürzenich und Lendersdorf aufgelöst und an die Stadt Düren angegliedert. Die ehemals amtsangehörigen Orte sind seitdem Stadtteile der Stadt Düren.

## Bevölkerungsentwicklung
Die folgende Tabelle zeigt die Einwohnerzahlen des Amtes Birgel. Die Daten sind, soweit nicht anders angegeben, dem Heimatbuch Birgel entnommen.
| Jahr | Berzb.-Kuff. | Birgel | Gürzenich | Lendersdorf | Rölsdorf  | gesamt |
| ---- | ------------ | ------ | --------- | ----------- | --------- | ------ |
| 1802 | 176          | 336    | 700       | 389         | 225       | 1.826  |
| 1896 | 511          | 854    | 1996      | 1614        | 947       | 5.922  |
| 1931 | 527          | 952    | 3347      | 2882        | 2062      | 9.770  |
| 1971 | ?            | 1489   | ?         | ?           | ausgesch. | 11.456 |

## Die Amtsbürgermeister
Die folgende Tabelle zeigt die Amtsbürgermeister der Bürgermeisterei beziehungsweise des Amtes Birgel. Die Daten sind dem Heimatbuch Birgel entnommen.
| Name                             | von        | bis        |
| -------------------------------- | ---------- | ---------- |
| Christian Georg Engels           | 1800       | 27.11.1822 |
| Johann Wilhelm Carl Engels       | 04.12.1822 | 03.08.1835 |
| Arnold Schloemer (kommissarisch) | 04.08.1835 | 20.09.1835 |
| Karl Freiherr von Dalwigh        | 21.09.1835 | 1847       |
| Franz Christian Rey              | 1847       | 22.06.1854 |
| Leonhard Cörsgen (kommissarisch) | 23.06.1854 | 22.12.1854 |
| Carl Schillings                  | 23.12.1854 | 31.05.1881 |
| Josef Hahn                       | 04.06.1881 | 17.02.1920 |
| Wilhelm Kyll                     | 18.02.1920 | 19.03.1933 |
| Georg Logauer                    | 20.03.1933 | 07.05.1945 |
| Paul Kahlen (kommissarisch)      | 05.1945    | 29.08.1946 |
| Johannes Schmitz                 | 30.08.1946 | 1947       |
| Peter Körfer                     | 1947       | ?          |
| Peter Simons                     | 1957       | 13.09.1965 |
| Josef Boving                     | 11.1965    | 31.12.1971 |